# BreadTube
BreadTube sau LeftTube este un grup liber și informal de creatori de conținut online care creează conținut video, adesea eseuri video și streamuri live din perspective socialiste, comuniste, anarhiste și din alte perspective de stânga. Creatorii BreadTube postează în general videoclipuri pe YouTube despre care se discută pe alte platforme online, cum ar fi Reddit .  Creatorii BreadTube transmit live și pe Twitch.
Creatorii BreadTube sunt cunoscuți că participă la o formă de „deturpare algoritmică”. Ei vor alege să se concentreze pe aceleași subiecte discutate de creatorii de conținut cu politică de dreapta . Acest lucru permite videoclipurilor lor să fie recomandate aceluiași public care consumă videoclipuri de dreapta sau de extremă dreapta și, prin urmare, expune un public mai larg la perspectivele lor. Mulți creatori de conținut BreadTube sunt finanțați prin crowdfunding, iar canalele servesc adesea ca introduceri în politica de stânga pentru spectatorii tineri.

## Origine
Termenul BreadTube provine din Cucerirea pâini a lui Piotr Kropotkin, o carte care explică cum să se realizeze anarho-comunismul și cum ar funcționa o societate anarho-comunistă.
Fenomenul BreadTube în sine nu are o origine clară, deși multe canale BreadTube au început într-un efort de a combate anti-social justice warriors și conținutul alt-right care a câștigat acțiune la mijlocul anilor 2010. Până în 2018, aceste canale individuale formaseră o comunitate interconectată. Doi proeminenți BreadTubers au fost Lindsay Ellis, care a părăsit Channel Awesome în 2015 pentru a-și deschide propriul canal, ca răspuns la controversa Gamergate, și Natalie Wynn, care și-a început canalul ContraPoints în 2016, ca răspuns la dominația online a alt-right la timp. Potrivit lui Wynn, originile BreadTube, alt-right, manosfera și incels pot fi urmărite până la noul ateism.

## Format
Videoclipurile BreadTube au adesea o valoare mare de producție, încorporând elemente teatrale și rulând mai mult decât videoclipurile tipice de pe YouTube. Multe sunt răspunsuri directe la punctele de discuție de dreapta. În timp ce videoclipurile creatorilor de dreapta sunt adesea antagoniste față de adversarii lor politici, BreadTubers caută să analizeze și să înțeleagă argumentele oponenților lor, folosind adesea subversiune, umor și „seducție”. Mulți își propun să atragă un public larg, ajungând la oameni care nu au deja puncte de vedere de stânga, mai degrabă decât „predicarea corului”. Adesea, videoclipurile nu se termină cu o concluzie solidă, în schimb încurajând spectatorii să tragă propriile concluzii din materialul referit. Deoarece canalele BreadTube citează adesea texte de stânga și socialiste pentru a-și informa argumentele, aceasta poate acționa ca o introducere în gândirea de stânga pentru telespectatorii lor.

## Canale notabile
Conținutul BreadTube este în engleză și majoritatea BreadTuberilor provin din Statele Unite sau Regatul Unit. Termenul este informal și adesea contestat, deoarece nu există criterii convenite pentru includere. Potrivit The New Republic, în 2019, cele cinci persoane menționate cel mai frecvent ca exemple sunt ContraPoints, Lindsay Ellis, Hbomberguy, Philosophy Tube și Shaun, în timp ce Kat Blaque și Anita Sarkeesian sunt citate ca influențe semnificative. Ian Danskin (alias Innuendo Studios ), Hasan Piker, Vaush, și Destiny au fost, de asemenea, descrise ca parte a BreadTube.

## Finanțarea
Multe BreadTubers sunt finanțate în principal prin donații lunare pe Patreon și refuză veniturile din publicitate și sponsorizări. Deoarece nu depind de astfel de venituri, BreadTubers au mai multă libertate de a produce conținut critic.

## Recepție
Potrivit The Conversation, începând cu 2021, creatorii de conținut BreadTube „primesc zeci de milioane de vizualizări pe lună și au fost din ce în ce mai menționați în mass-media și mediul academic ca un studiu de caz în deradicalizare ”. Potrivit The Independent, BreadTube „comentatorii au încercat, cu destul de mult succes, să intervină în narațiunea de recrutare de dreapta – scoțând telespectatorii din groapa iepurelui sau, cel puțin, trecându-i la una nouă”.